# Tanja Vrabel
Tanja Vrabel, slovenska nogometašica, *22. december 1990.
Od leta 2006 igra za  Pomurje v Slovenski ženski nogometni ligi. V letih 2009, 2010, 2011, 2012, 2013 in 2014 je bila najboljša strelka lige.
Je tudi članica Slovenske ženske nogometne reprezentance.